# 男狭磯
男狭磯（おさし、生没年不詳）は古墳時代の豪族。

## 概要
『日本書紀』によると阿波国長邑の海人とされる。
允恭天皇14年9月12日、天皇が淡路島で狩猟を試みたが、一日中一匹も獲物を捕えることができなかった。そこで、狩をやめて占いをすると、島の神が祟って「獣を得られないのは、私の心だ。赤石の海底に真珠がある。その珠を私に祠れば、全ての獣を得られる」と言った。そこで、所々の白水郎（海人）を集めて赤石の海底を探索させたが、水深が深く海底に至ることができなかった。
しかし、白水郎の中で最も優れた男狭磯がいた。男狭磯は腰に縄を繋げて海底に潜り、しばらくすると出てきて「海底に大蝮があり、そこが光っています」と言った。諸々の人が皆「島の神が請う珠が、この蝮の腹にあるのではないか」と言った。男狭磯は再び海に潜り、大鰒を抱いて浮き上がってきたが、そのまま息絶えて波の上で死んでしまった。縄を下ろして水深を測ると六十尋もあった。
すぐに鰒の腹を割いて確かめると、桃の実ほどの大きさがある真珠があり、それを島の神に祠ると多くの獣を得ることができた。ただ、男狭磯が海に入って死んだことを悲しみ、墓を築いて厚葬したとされ、その墓が今も存在するという。
兵庫県淡路市にある石の寝屋古墳を男狭磯の墓とする言い伝えがあるが、この古墳は6世紀代の築造とされており、允恭天皇の時代とは合致しない。また徳島県鳴門市里浦町里浦にある十二神社にも男狭磯の墓とする言い伝えがある。